# Сун Цинъян
Сун Цинъя́н (кит. трад. 宋青陽, упр. 宋青阳, пиньинь Sòng Qīngyáng; 18 октября 1992) — тайваньский конькобежец и роллер-спортсмен, участник Олимпийских игр 2014 года.

## Биография
На Олимпийских играх в Сочи выступал на дистанциях в 500 и 1000 метров. Итоговый общий результат на дистанции 500 метров — 71,36, отставание от лидера 2,05 и 33 место; на дистанции 1 000 метров — 1:13,79, отставание 5,40 и 40 место.
Тренер Цинъяна — Дай Юнсун.

## Достижения
- Азиатские игры: золото (500 м спринт и 300 м разд. старт, 2010 год, Гуанчжоу)[3].
- Универсиада: бронза (1000 м, 2013 год, Трентино)[4].